# Lebistina
Lebistina is een geslacht van kevers uit de familie van de loopkevers (Carabidae). De wetenschappelijke naam van het geslacht is voor het eerst geldig gepubliceerd in 1864 door Motschulsky.

## Soorten
Het geslacht Lebistina omvat de volgende soorten:
- Lebistina bicolor Chaudoir, 1878
- Lebistina caffra Chaudoir, 1877
- Lebistina flavomaculata (Dejean, 1831)
- Lebistina holubi Peringuey, 1896
- Lebistina neuvillei Alluaud, 1918
- Lebistina peringueyi Liebke, 1928
- Lebistina picta (Dejean, 1825)
- Lebistina rufomarginata Basilewsky, 1948
- Lebistina sanguinea (Boheman, 1848)
- Lebistina spectabilis Peringuey, 1904
- Lebistina subcruciata Fairmaire, 1894
- Lebistina unicolor (Putzeys, 1880)